# Badecla badaca
Espèce
Badecla badaca est un papillon de la famille des Lycaenidae, de la sous-famille des Theclinae et du genre Badecla.

## Dénomination
Badecla badaca a été décrit par William Chapman Hewitson en 1868 sous le nom de Thecla badaca.
Synonyme : Lamprospilus badaca (Hewitson, 1868)

## Description
Badecla badaca est un petit papillon aux pattes et aux antennes cerclés de blanc et noir, avec deux fines queues à chaque aile postérieure. Le dessus est de couleur marron.
Le revers est ocre à marron avec une ligne postdiscale rouge, et, aux ailes postérieures deux gros ocelles rouge-orangé dont un en position anale.

## Écologie et distribution
Badecla badaca réside en Colombie, au Venezuela, en Bolivie, au Paraguay, en Argentine, au Brésil, à Trinité-et-Tobago, au Surinam et en Guyane,,.

### Protection
Pas de statut de protection particulier.